# Dan Peterson
Daniel Lowell Peterson, detto Dan (Evanston, 9 gennaio 1936), è un giornalista, commentatore televisivo e allenatore di pallacanestro statunitense, membro dell'Italian Basket Hall of Fame dal 2012.

## Carriera
Nasce da padre tenente di polizia, che lo avrebbe voluto avvocato, e madre artista, che avrebbe voluto seguisse le sue orme.

### Allenatore
Frequentò la Oakton Elementary School, la Nichols Jr. High School e la Evanston Township High School (ETHS). Fu proprio il suo coach, Jack Burmaster, a ispirarlo a intraprendere a sua volta la carriera di allenatore, dopo che la squadra guidata da Peterson aveva vinto tre titoli in tre anni con la Ridgway Club nella YMCA di Evanston. Nel 1958 si laureò come insegnante di pallacanestro alla Northwestern University. Nel 1962 ricevette un titolo accademico in Sport Administration dalla Michigan University.
Dal 1963 cominciò ad affermarsi come allenatore nelle università americane di Michigan State e USNA, poi nel 1966 divenne capo allenatore all'università del Delaware, posto che mantenne per i successivi cinque anni. Nel 1971 diventò capo allenatore della nazionale cilena, portandola al sesto posto nei giochi del Sud America.
Dal 1973 cominciò l'avventura in Italia, prima alla Virtus Bologna, con cui vinse la Coppa Italia del 1974 e lo scudetto del 1976, e poi, dal 1978 al 1987, all'Olimpia Milano, con cui vinse 4 scudetti (1982, 1985, 1986 e 1987), 2 Coppe Italia (1986 e 1987), una Coppa Korać (1985) e una Coppa dei Campioni (1987). Si ritirò nel 1987.
Nelle stagioni 2008-09 e 2009-10 è stato consulente della Reyer Venezia.
Il 3 gennaio 2011, dopo 23 anni di inattività sportiva, ha luogo il suo storico ritorno sulla panchina di Milano, dove subentra all'esonerato Piero Bucchi. Esordisce con una vittoria interna al Mediolanum Forum ai danni di Caserta per 98-84. Il 7 giugno dello stesso anno, dopo la sconfitta in semifinale (gara 4) contro Cantù e la conseguente eliminazione, lascia a Sergio Scariolo la guida dell'Olimpia.

### Commentatore sportivo

Peterson nel 1990

All'inizio degli anni ottanta iniziò a commentare le partite del basket NBA su Prima Rete Indipendente (PIN) e  poi su Canale 5 con il suo spiccato accento statunitense. Diventò in breve tempo un personaggio famoso anche al di fuori del mondo degli sport, soprattutto grazie ad alcune campagne pubblicitarie del tè Lipton che lo videro protagonista tra il 1985 e il 1994. Grazie a questa popolarità, a partire dagli anni novanta gli venne offerta la conduzione delle telecronache della Lega Italiana Basket per TMC, Tele+, Rai e infine Sportitalia. Divenne anche la voce del wrestling in Italia, commentando su Italia 1 gli show della WWF/WWE prima e della WCW poi tra la fine degli anni ottanta e sul finire degli anni novanta (nell'ultimo anno in cui commenterà la WWE verrà affiancato da Christian Recalcati). Molto apprezzato dagli appassionati dell'epoca, il suo commento rimase celebre per gli originali soprannomi dati ad alcuni lottatori, come il wrestler statunitense Kamala soprannominato “panzone che vien dall'Uganda”, facendo riferimento alla sua considerevole mole o le varie classifiche di gradimento dove "Chief" Don Eagle veniva più volte citato da Peterson come "il suo lottatore favorito di tutti i tempi".
Partecipò a diverse trasmissioni televisive come opinionista e collaborò con La Gazzetta dello Sport, il sito Basketnet e altre riviste di basket come Giganti del Basket, Superbasket e American Superbasket. Nell'estate 2007 fu commentatore dello Slamball, su Italia 1, assieme a Giacomo Valenti. Dal 2005 al 2013 è stato uno dei commentatori e opinionisti di Sportitalia e scrive per La Gazzetta dello Sport e il settimanale Sportweek.
Ha doppiato la versione giovane di sé stesso nella prima stagione del cartone animato Spike Team, nel ruolo del cronista del torneo.

## Palmarès
- Coppa dei Campioni: 1

Olimpia Milano: 1986-87
- Coppa Korać: 1

Olimpia Milano: 1984-85
- Campionato italiano: 5

Virtus Bologna: 1975-76
Olimpia Milano: 1981-82, 1984-85, 1985-86, 1986-87
- Coppa Italia: 3

Virtus Bologna: 1973-1974
Olimpia Milano: 1985-1986, 1986-1987

## Filmografia

### Cinema
- Eccezionale Veramente

### Televisione
- L'ispettore Coliandro: Cous cous alla bolognese
- Pubblicità del Tè Lipton (1985-1994, 2015)